# Joan Chen
Joan Chen Chong (Chinees: 陳冲) (Shanghai, 26 april 1961) is een Chinees-Amerikaans actrice en regisseur.
Joan Chen werd in Shanghai geboren als Chen Chong. In 1977 speelde ze in Qingchun (Ned: Jeugd). Ze werd in China bekend met haar rol in Little Flower (1979). In 1981 verhuisde ze naar de Verenigde Staten, waar ze ging studeren aan de California State University - Northridge. In 1989 werd ze tot Amerikaans staatsburger genaturaliseerd. Haar eerste Hollywoodfilm was Tai-Pan. Daarna speelde ze in The Last Emperor van Bernardo Bertolucci (1987) en in de televisieserie Twin Peaks van David Lynch. In 1994 speelde ze in de Chinese film Red Rose White Rose. Ze regisseerde Xiu Xiu: The Sent Down Girl in 1998 en Autumn in New York in 2000. Ze was tussen 1985 en 1990 getrouwd met acteur Jim Lau. Ze is sinds 1992 getrouwd met cardioloog Peter Hui, heeft twee dochters en woont in San Francisco.

## Filmografie (selectie)
- 1977: Qingchun
- 1979: Little Flower
- 1986: Tai-Pan
- 1990: Salute of the Jugger
- 1991: Wedlock
- 1993: Heaven & Earth
- 1994: On Deadly Ground
- 1995:The Hunted
- 1995: Judge Dredd
- 1998: Xiu Xiu: The Sent Down Girl
- 2000: What's Cooking?
- 2000: Autumn in New York

- Biblioteca Nacional de España: XX1113950
- Bibliothèque nationale de France: cb13982422p (data)
- Gemeinsame Normdatei: 141081635
- International Standard Name Identifier: 0000 0001 1057 4188
- Library of Congress Control Number: n92078556
- Nationale Bibliotheek van Tsjechië: xx0144996
- Nationale bibliotheek van Australië: 35088173
- Nationale Bibliotheek van Israël: 987007324792405171
- Nationale Bibliotheek van Polen: a0000001624994
- Nederlandse Thesaurus van Auteursnamen: 074219944
- SNAC: w6545z3k
- Système universitaire de documentation: 061135003
- Trove: 822927
- Virtual International Authority File: 39570906
- WorldCat: E39PBJcc9pqjFTjb7wRqmK7WDq